# Inderøy
Inderøy és un municipi situat al comtat de Trøndelag, Noruega. Té 6,716 habitants i té una superfície de 365.2 km². El centre administratiu del municipi és el poble de Straumen.

## Etimologia
El municipi duu el nom d'Inderøy (històricament lletrejat Inderøen) que prové de la forma en nòrdic antic del nom d'Idri Eynni, que significa "l'illa interior", probablement referint-se a la península que s'endinsa en el fiord. La veïna Ytterøy, que significa "l'illa de fora", s'anomena de manera similar.

## Història
Durant l'edat mitjana el topònim s'anomenà Inderøy Yenni Idir, és a dir, l'"illa interior", que és també d'on prové el nom actual. Saurstad (ara Sakshaug) va ser un important centre polític fins al segle xx. En l'Edat Mitjana el municipi va ser el centre del comtat d'Øynafylket, incloent també Beitstad i Verran. L'antiga església va ser inaugurada per l'arquebisbe Sakshaug Eystein el 1184. Tot iles tècniques de construcció utilitzades per a la catedral de Nidaros, l'arquebisbe de Trondheim continuà exercint a l'antiga església de Sakshaug. El poble de Sandvollan també té una església de l'Edat Mitjana, l'Església Hustad.
Durant l'edat mitjana i fins que la ruptura de la relació entre Suècia i Noruega, Inderøy va ser la seu del governador, jutge i recaptador d'impostos del Nordre Trondhjems Amt; pel que va ser la capital del comtat actualment anomenat Nord-Trøndelag.
Inderøy va ser creat com un veritable municipi de la reforma municipal noruega de 1837. El 1907, però, es divideix en tres: Inderøy, Rora i Sandvollan. Els tres es tornaren a fusionar per donar l'Inderøy actual després de la reforma de 1962.

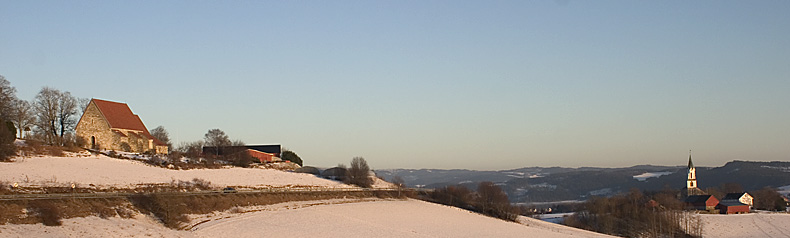
Esglésies de Sakshaug.

### Història municipal
Inderøy va ser establert com a municipi l'1 de gener de 1838. L'1 de gener de 1907, el districte oriental de Røra (població: 866) i el districte nord de Sandvollan (població: 732) van ser separats d'Inderøy per formar-se municipis. Això va deixar Inderøy amb 2.976 residents. L'1 de gener de 1962, els dos districtes es van tornar a fusionar a Inderøy. Abans de la fusió, Inderøy tenia 3.194 habitants, i després de la fusió 4.947. L'1 de gener de 2012, el municipi veí de Mosvik es va fusionar amb Inderøy.

## Escut d'armes
L'escut d'armes és modern. Se'ls hi va concedir el 5 d'octubre de 1984. L'escut mostra quatre palaies angleses daurades sobre un fons vermell. Aquest peix va ser abundant en el passat i va ser una de les principals fonts d'ingressos per a la zona fins al voltant del 1940. L'escut va ser reaprovat després de la fusió d'Inderøy-Mosvik el 2012, però no va canviar, ja que la pesca segueix sent important per a la cultura i la història del nou municipi. Els 4 peixos que apareixen en els braços ara representen els quatre municipis originals que avui conformen Inderøy: Inderøy, Mosvik, Røra i Sandvollan.

## Geografia

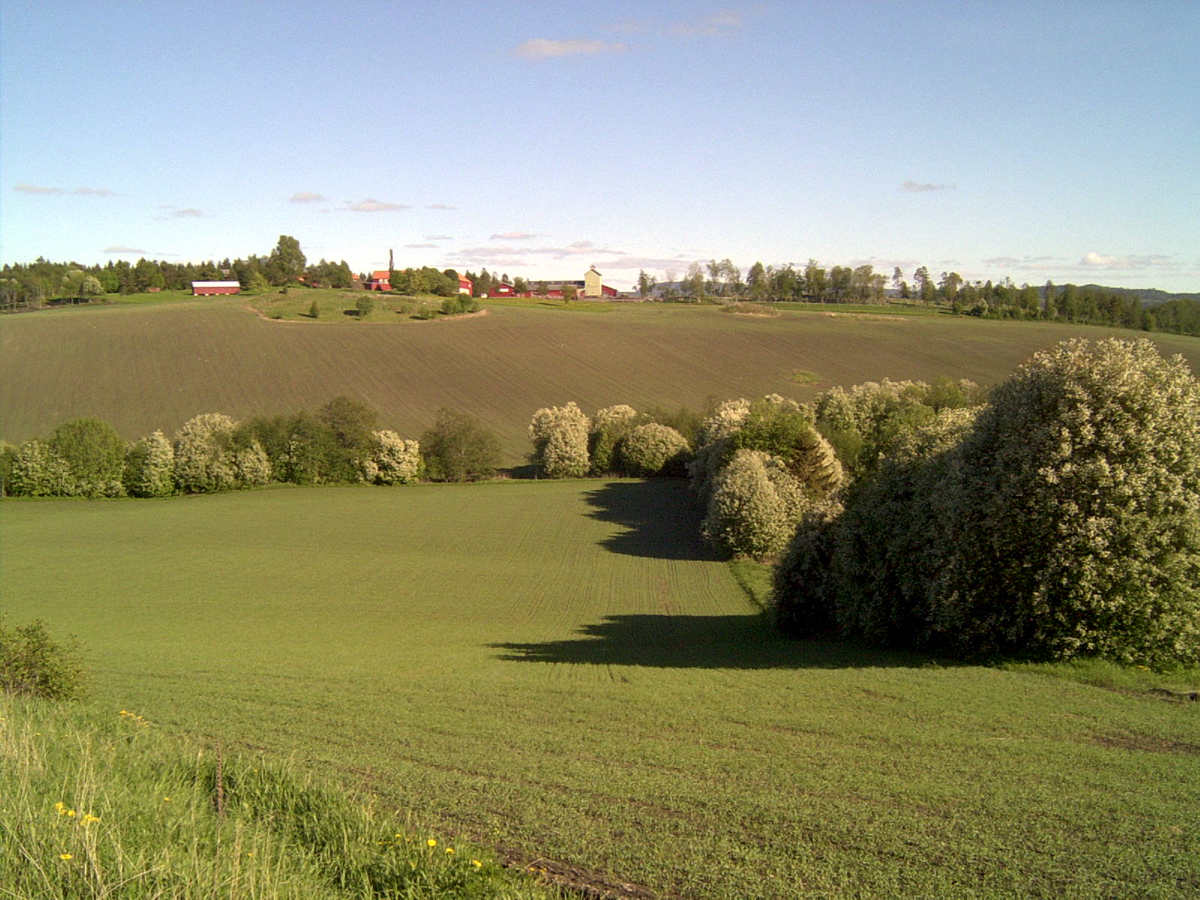
Inderøy és majoritàriament compost per les terres baixes molt adequades per a l'agricultura.

Inderøy està ubicat en dues penínsules a les seccions interiors del fiord de Trondheim, a la frontera dels municipis de Leksvik, Levanger, Steinkjer, Verdal i Verran. L'estret de Skarnsund es troba entre les penínsules d'Inderøy i de Mosvik al centre del municipi, i connecta el principal fiord de Trondheim amb el fiord de Beitstad interior. El llac Meltingvatnet troba al llarg de la frontera sud de Leksvik.

## Economia
Inderøy és principalment una zona agrícola. La major part del municipi es conrea, sent l'herba i els cereals els cultius més comuns, exceptuant les maduixes, que també ho són. La majoria dels agricultors també tenen boscos. Tota indústria dominant s'orienta al voltant de l'agricultura, amb fàbriques que produeixen productes de destil (Sundnes Brenneri), alimentació, pa, melmelada, suc, pollastres i altres productes carnis. A més hi ha nombroses granges que fabriquen els seus propis productes i els venen a la granja.
També hi ha una sèrie d'institucions de servei a Inderøy, incloent botigues, serveis públics, i les escoles. Bastants de les persones treballen en els municipis veïns de Levanger, Steinkjer i Verdal. De fet Inderøy és un suburbi d'aquests.

## Cultura
Hi ha una sèrie d'activitats culturals a Inderøy. L'Escola Superior de Secundària d'Inderøy té una música, la dansa, i la línia de drama, i el servei de música del comtat també es troba a Straumen. Un bon nombre d'activitats locals s'orienten al voltant de la cultura, incloent el festival anual de jazz Soddjazz. També hi ha una galeria, Nils Aas Kunstverksted i nombrosos petits tallers d'artistes. El diari Inderøyningen es publica a Straumen i cobreix el municipi.

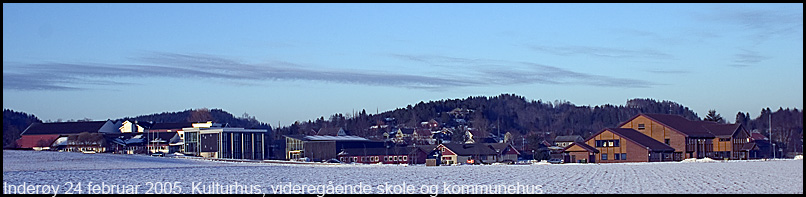
L'escola i el centre d'administració del municipi.

### Esglésies
L'Església de Noruega compta amb quatre parròquies (sokn) al municipi d'Inderøy. És part del deganat de Nord-Innherad i la Diòcesi de Nidaros.
| Parròquia (Sokn) | Nom de l'església           | Localització de l'església | Any de construcció |
| ---------------- | --------------------------- | -------------------------- | ------------------ |
| Inderøy          | Església de Sakshaug        | Straumen                   | 1871               |
| Inderøy          | Església antiga de Sakshaug | Sakshaug                   | c. 1150            |
| Røra             | Església de Salberg         | Røra                       | 1715               |
| Sandvollan       | Església de Heggstad        | Sandvollan                 | 1887               |
| Sandvollan       | Església de Hustad          | Gangstad                   | 1150               |
| Mosvik           | Església de Mosvik          | Mosvik                     | 1884               |
| Mosvik           | Església de Vestvik         | Framverran                 | 1905               |

### Atraccions
La majoria dels llocs d'interès turístic estan connectats a The Golden Detour. Entre ells es troben les granges locals i una destil·leria en què venen aliments produïts localment i begudes, així com tallers d'artistes i un centre de pesca.

## Transports
La Línia de Nordland travessa el municipi, i l'estació municipal és servida per hora o més sovint pel Trøndelag Commuter Rail. La ruta europea E06 també travessa el munici. També hi ha dues altres carreteres locals. Hi ha un servei d'autobús limitada proporcionat per TrønderBilene.

## Fills il·lustres
- Nils Aas (1933–2004), artista
- Ingrid Bolsø Berdal (nascut el 1980), actor